# Morpho
Morpho là một loại bướm ở một trong hơn 29 loài và 147 phân loài thuộc chi Morpho.
Morphos là loài bướm Neotropical được tìm thấy chủ yếu ở Nam Mỹ, México và Trung Mỹ.Morphos có độ phân tán từ 7,5 cm (3 inch) Mrhodopteron đến Sunset Morpho, M. hecuba 20 cm (8 inch).

## Màu sắc
Rất nhiều loài bướm Morpho được nhuộm màu xanh lam và xanh lá cây. Những màu này không phải do sắc tố.Chúng là một ví dụ về ánh trăng: ánh sáng phản chiếu bao phủ cánh của Morpho.

## Giới tính
Các loài bướm Morpho màu xanh có hình thái lưỡng tính.Ở một số loài chỉ có những con đực xanh lợt, những con cái được ngụy trang màu nâu vàng. Ở các loài khác, các con cái có màu sẫm nhưng ít màu xanh hơn con đực.

## Sinh học

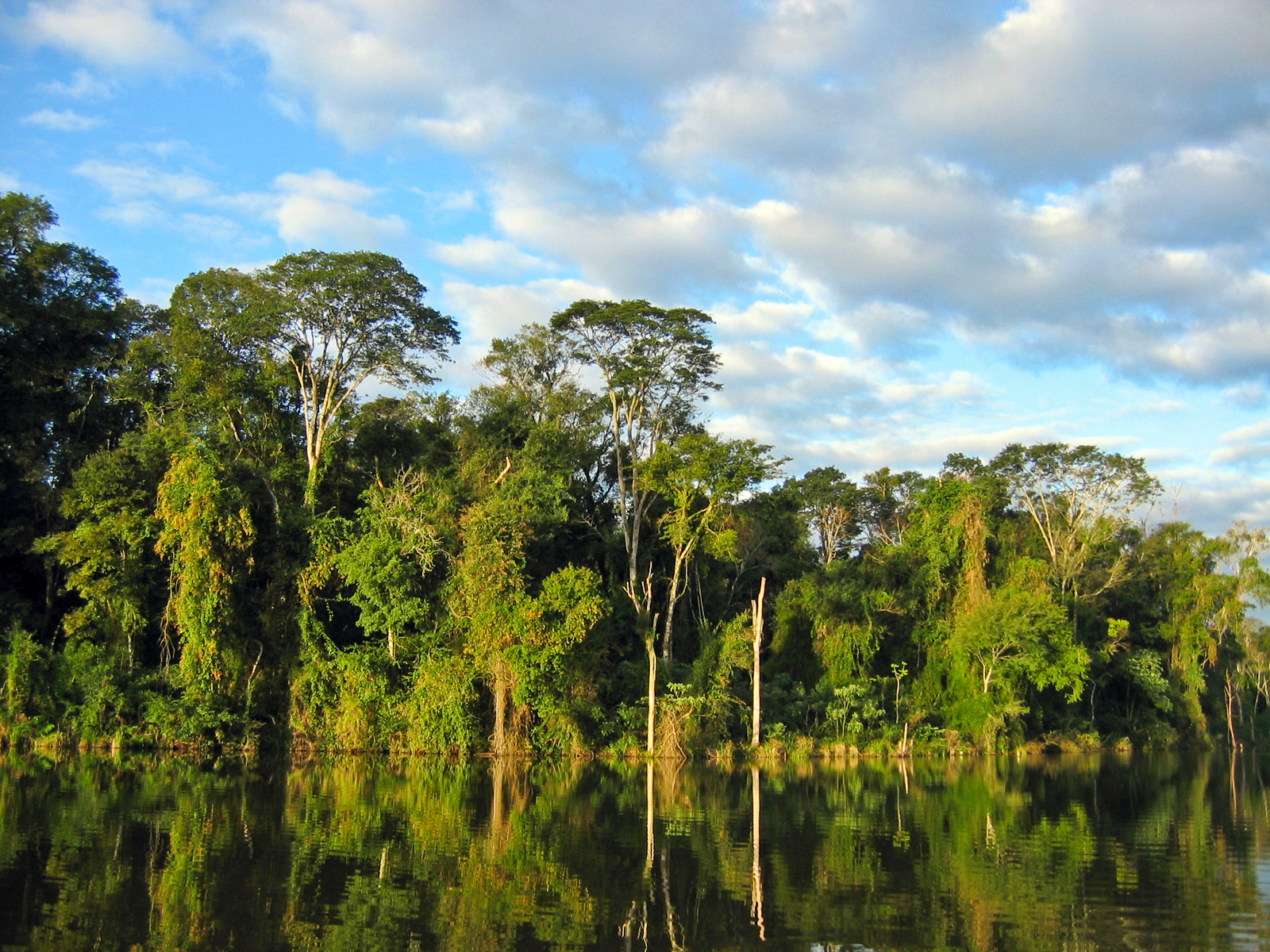
Rừng Đại Tây Dương ở Paraguay.

### Môi trường sống
Môi trường sống của chúng là rừng nguyên sinh ở Amazon và Đại Tây Dương.Chúng có thể sinh sống trong các môi trường sống khác,ví dụ rừng khô của Nicaragua và rừng thứ sinh.

### Vòng đời

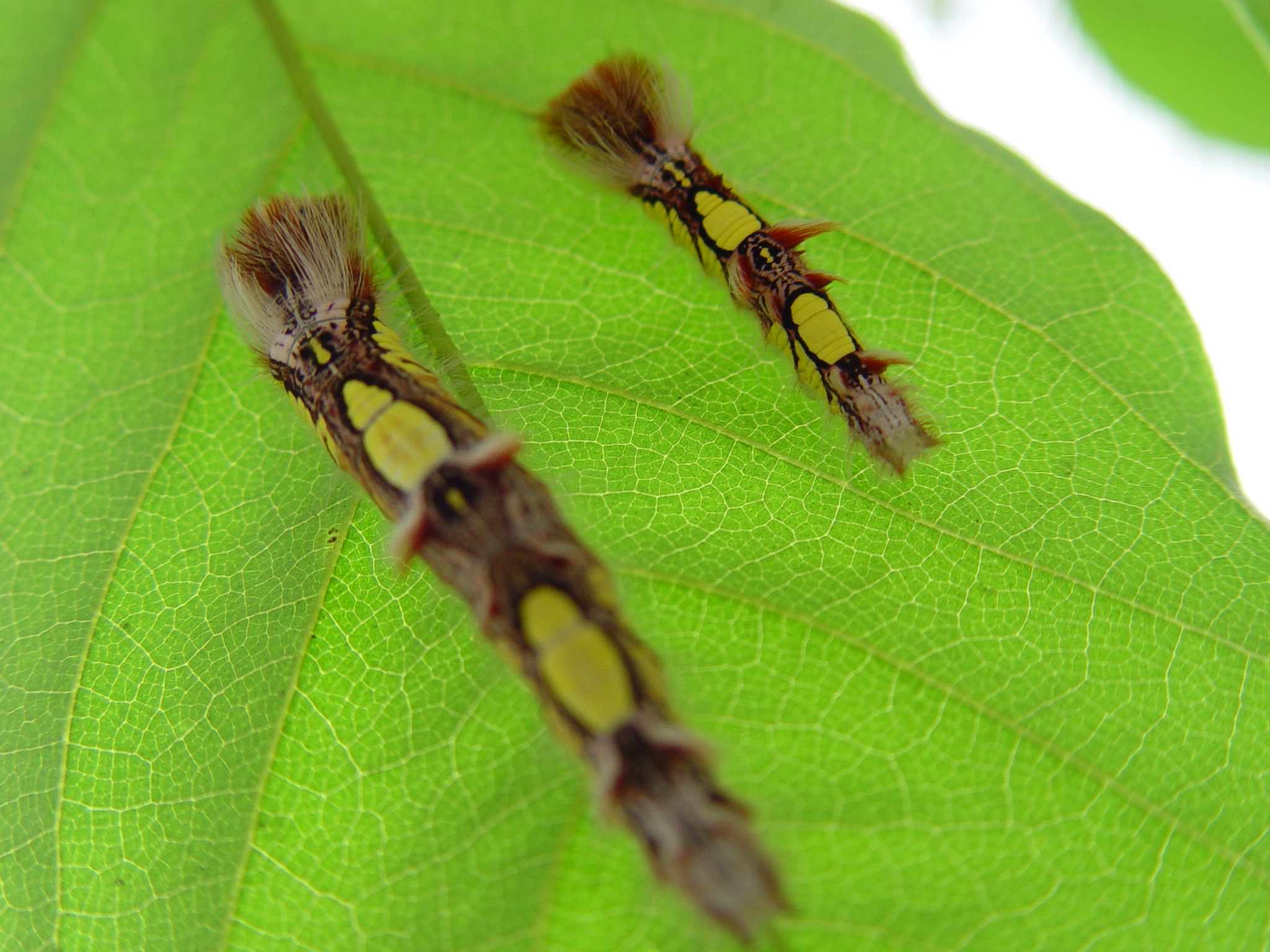
Sâu bướm.

Toàn bộ vòng đời của bướm Morpho,từ trứng đến chết, là khoảng 115 ngày.
Mặc dù người lớn có thể ăn được, ấu trùng sống. Các sợi lông của chúng rất khó chịu, và khi bị quấy rầy, chúng sẽ tiết ra chất độc hại có mùi hôi bốc.Mùi hôi là một sự phòng vệ chống lại loài săn mồi.

## Hình ảnh

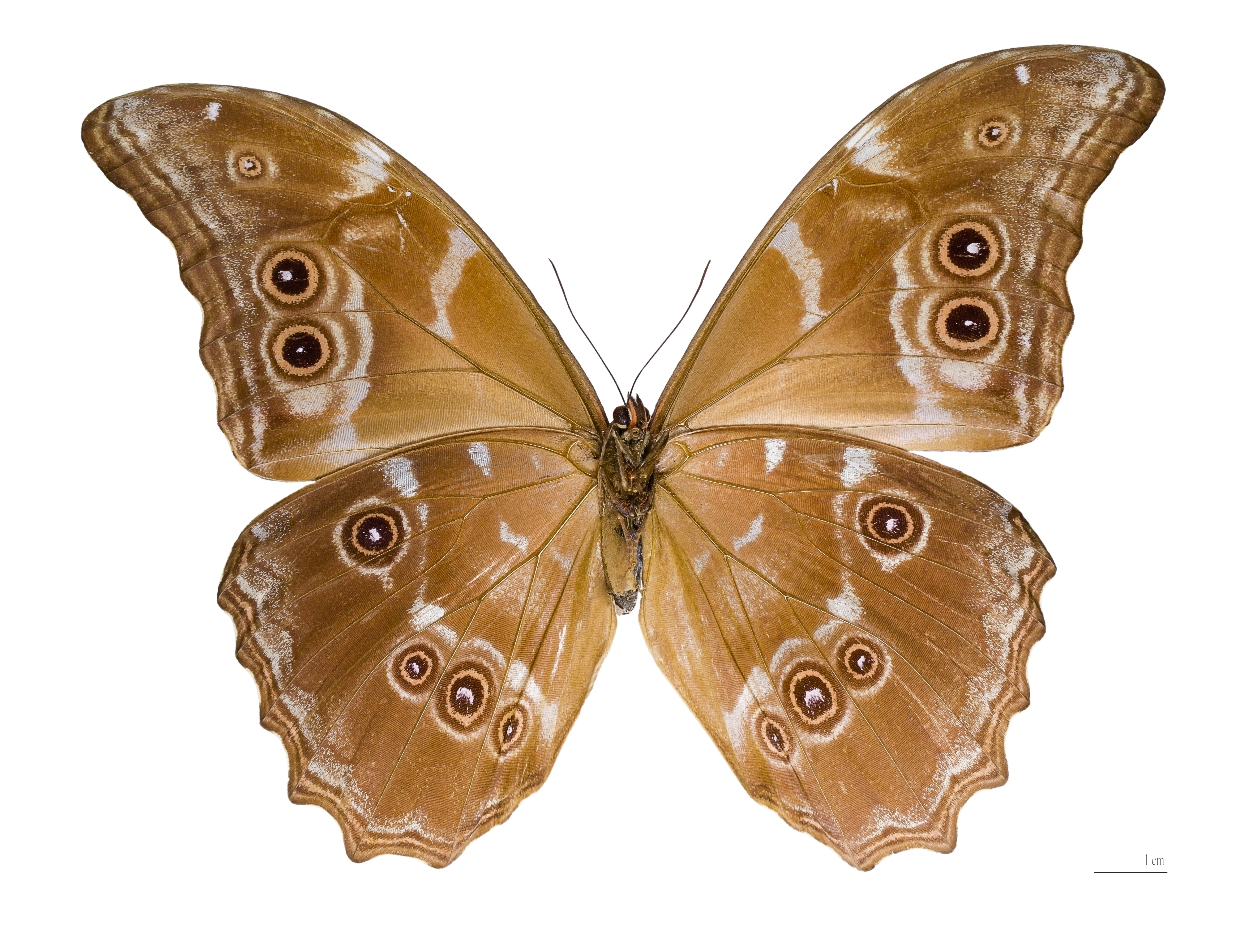
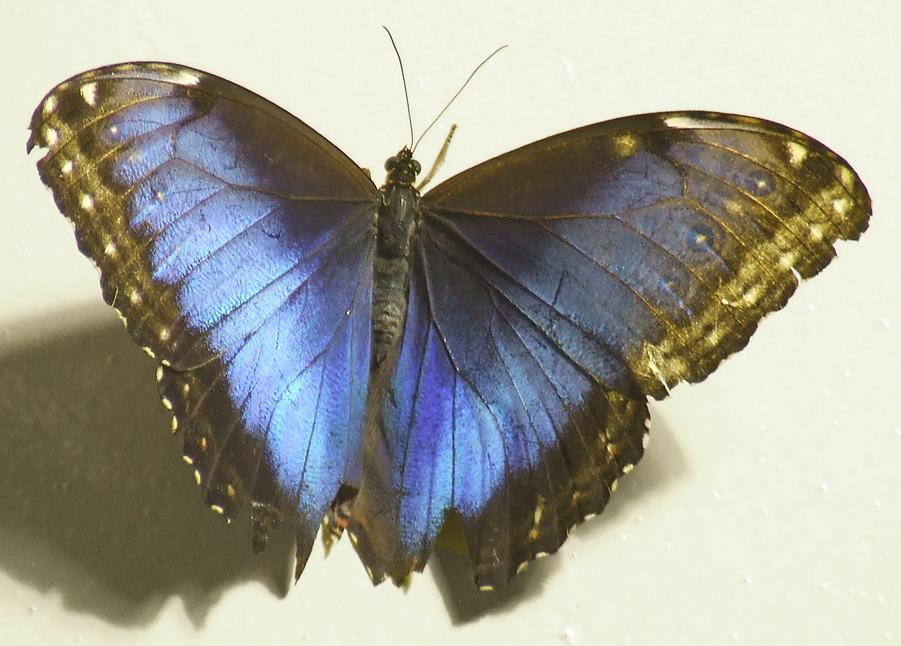
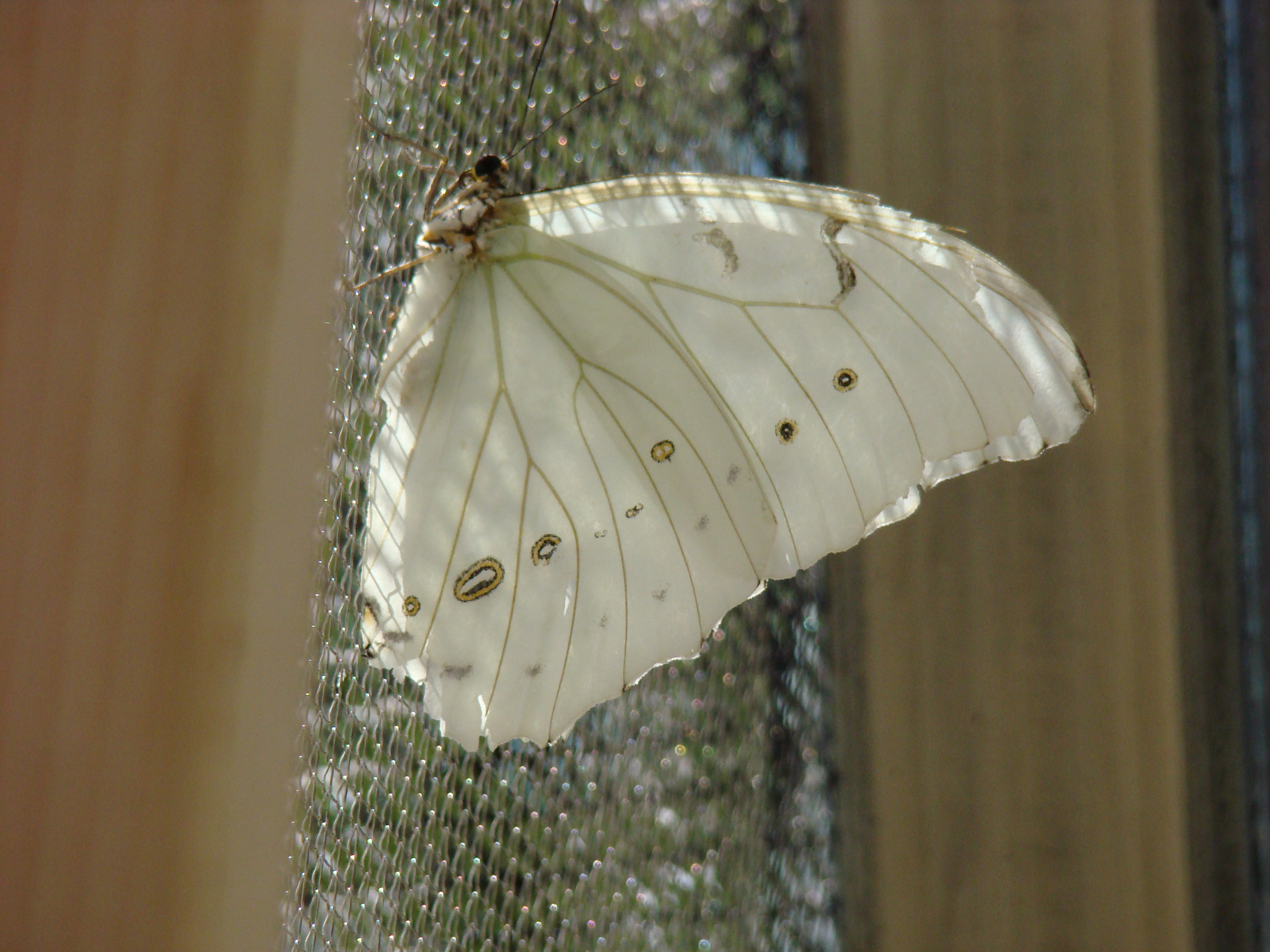
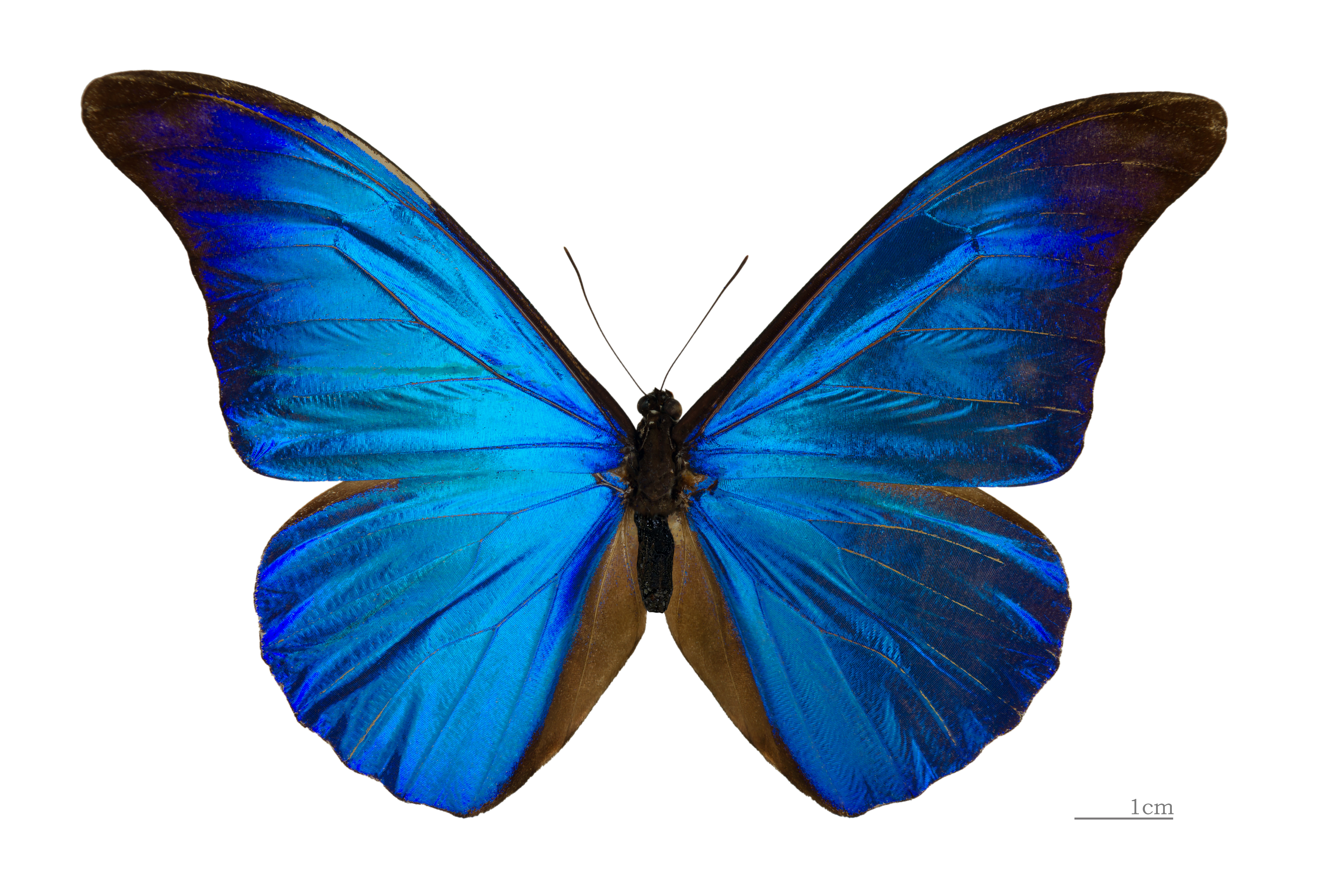
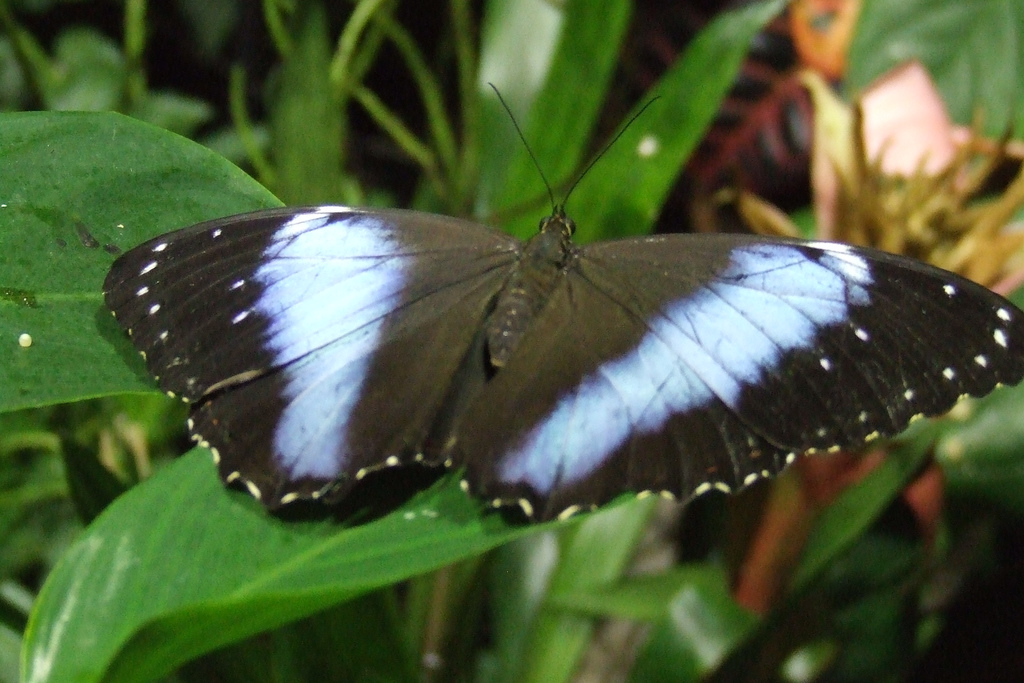
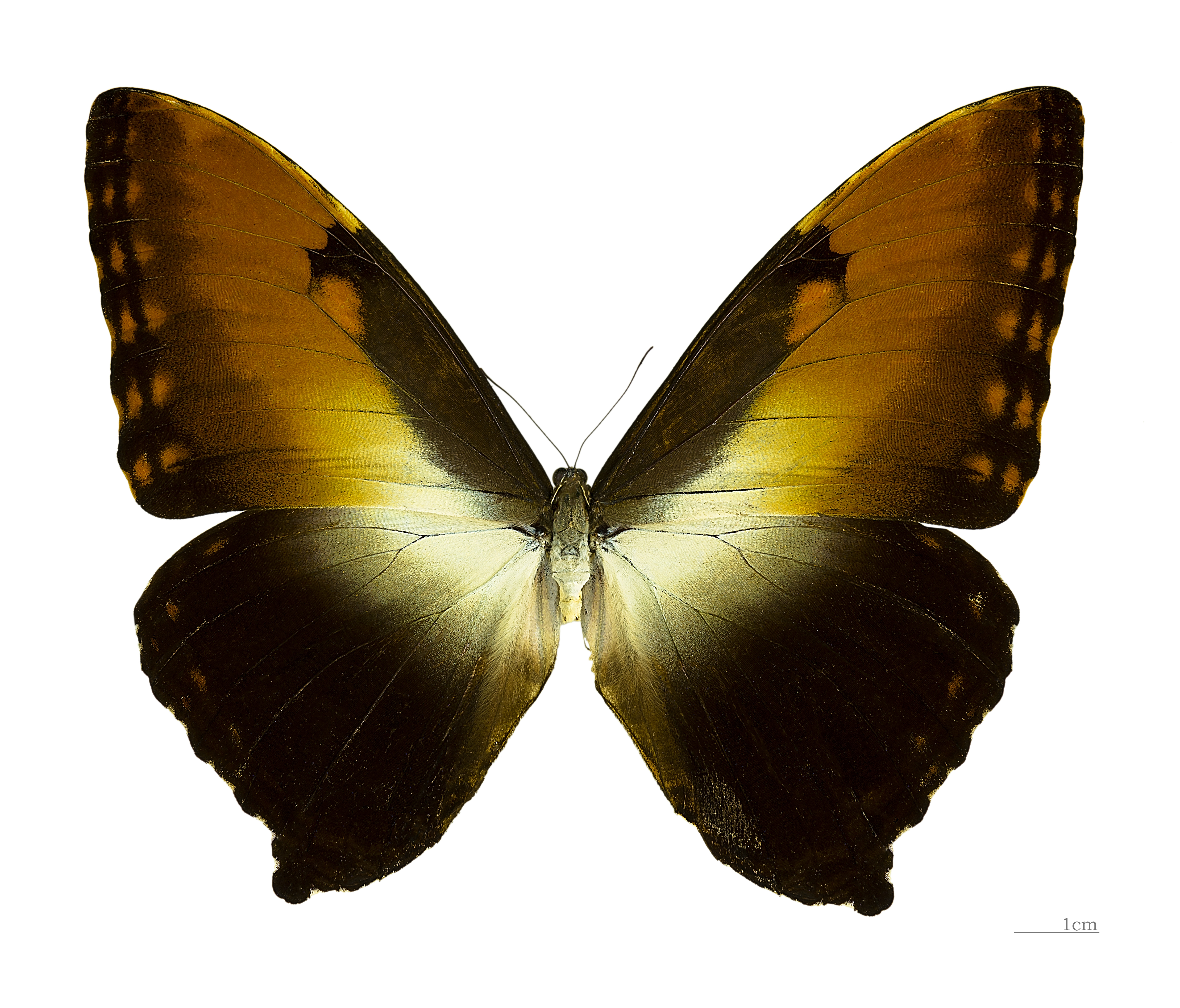
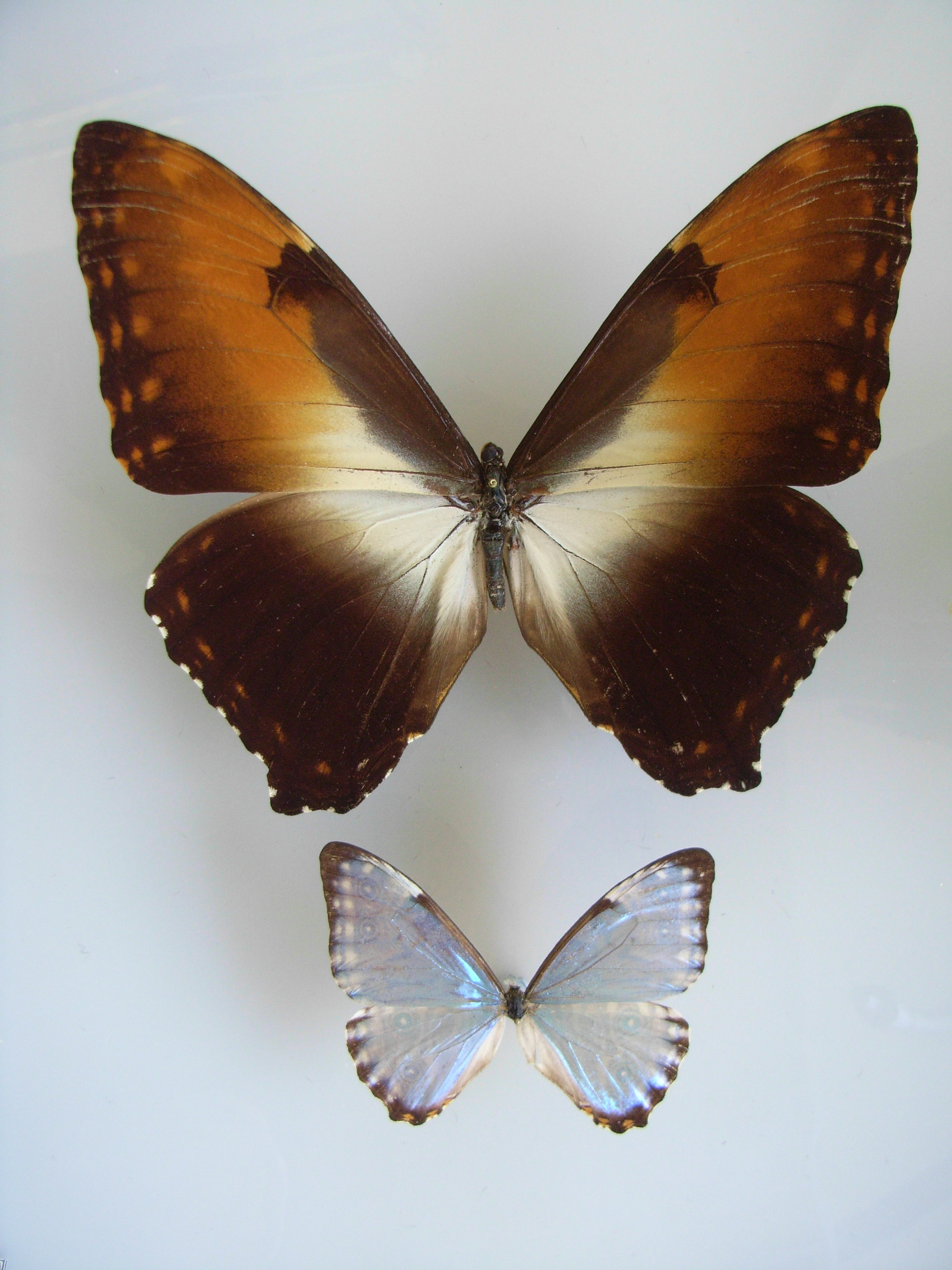
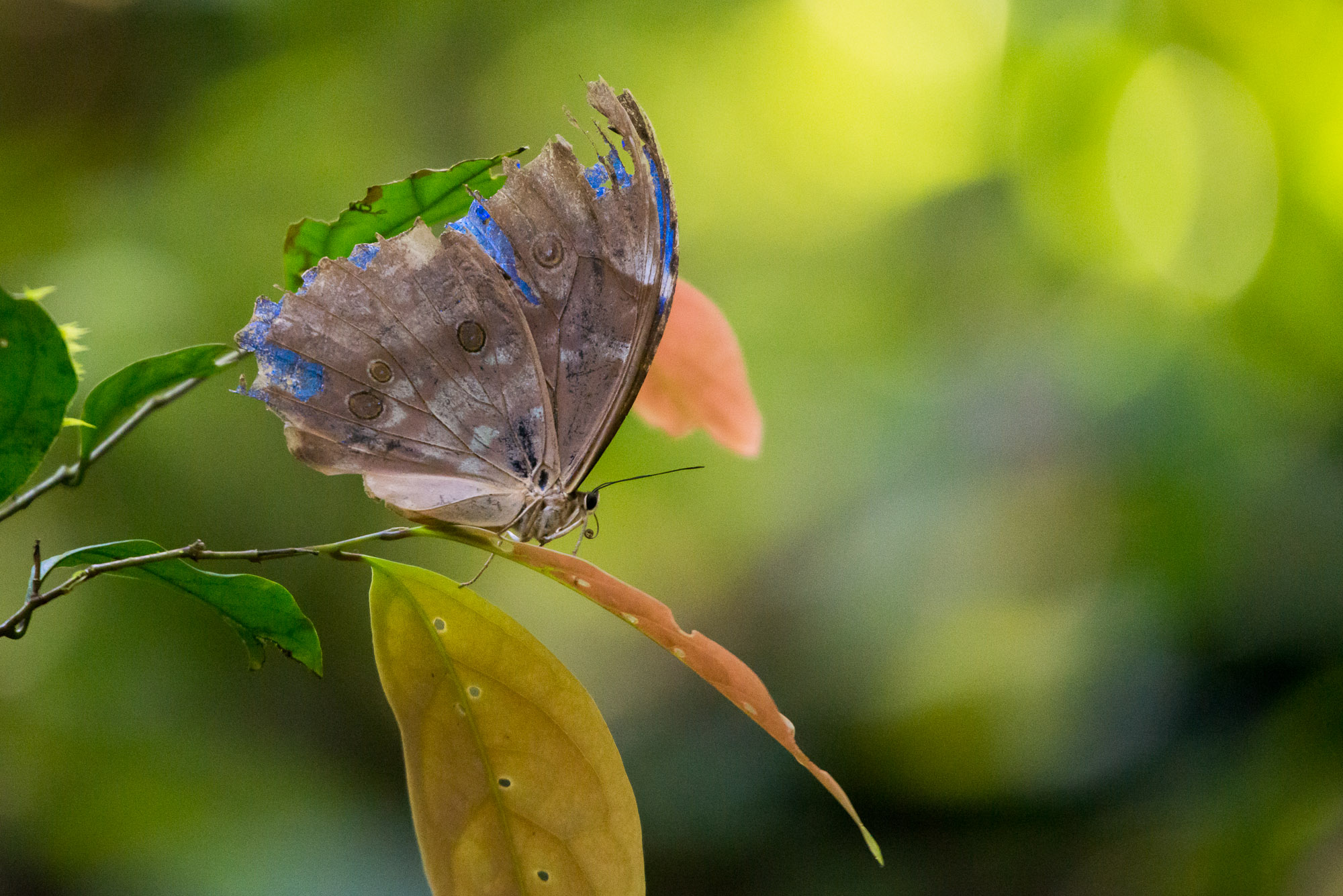

## Minh họa

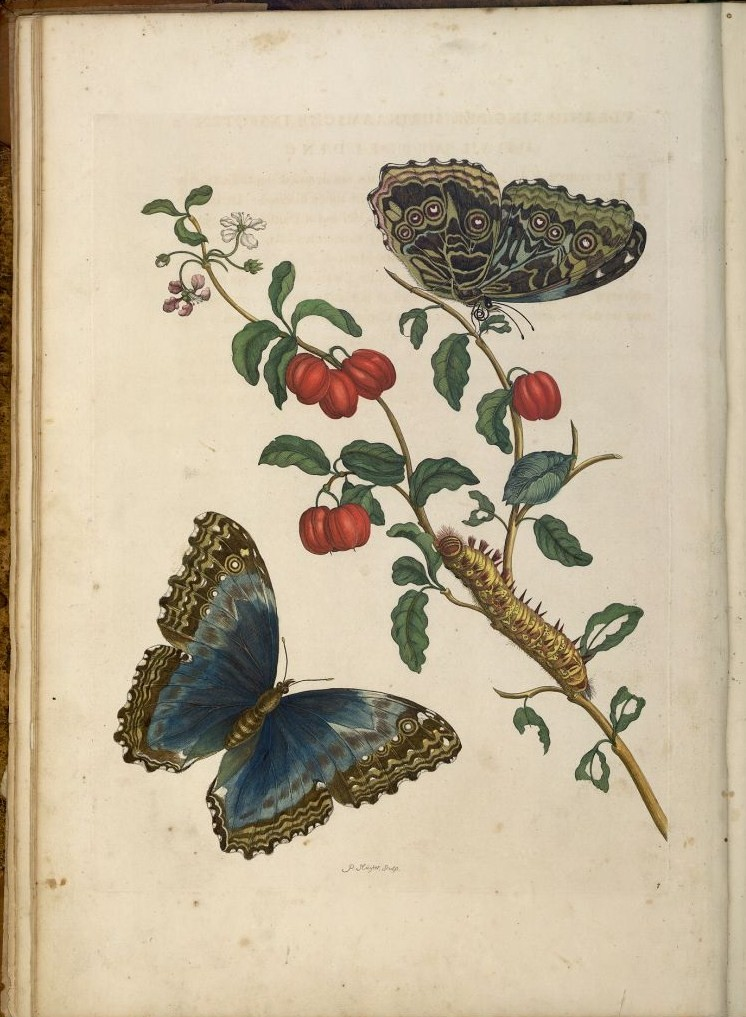
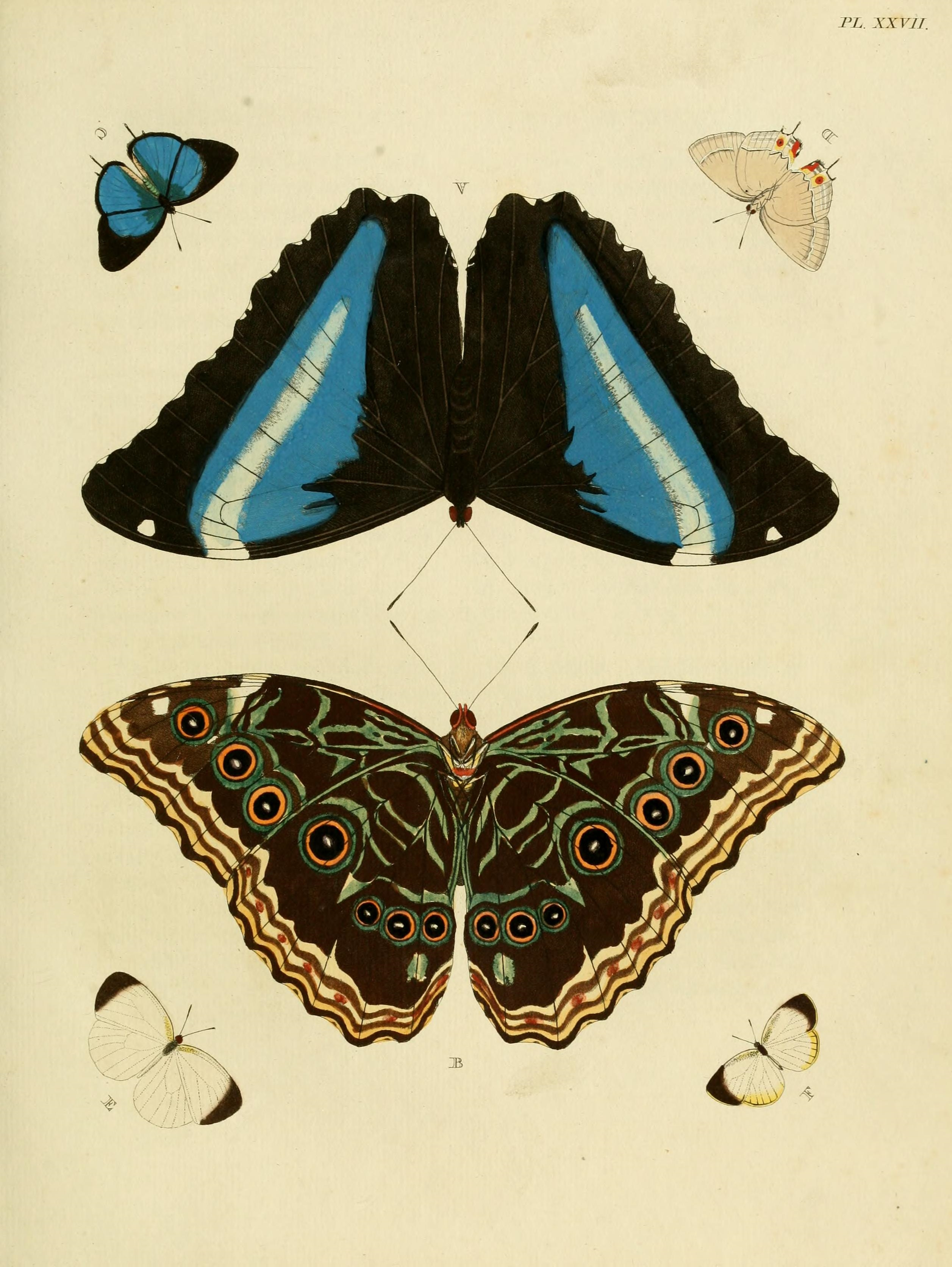
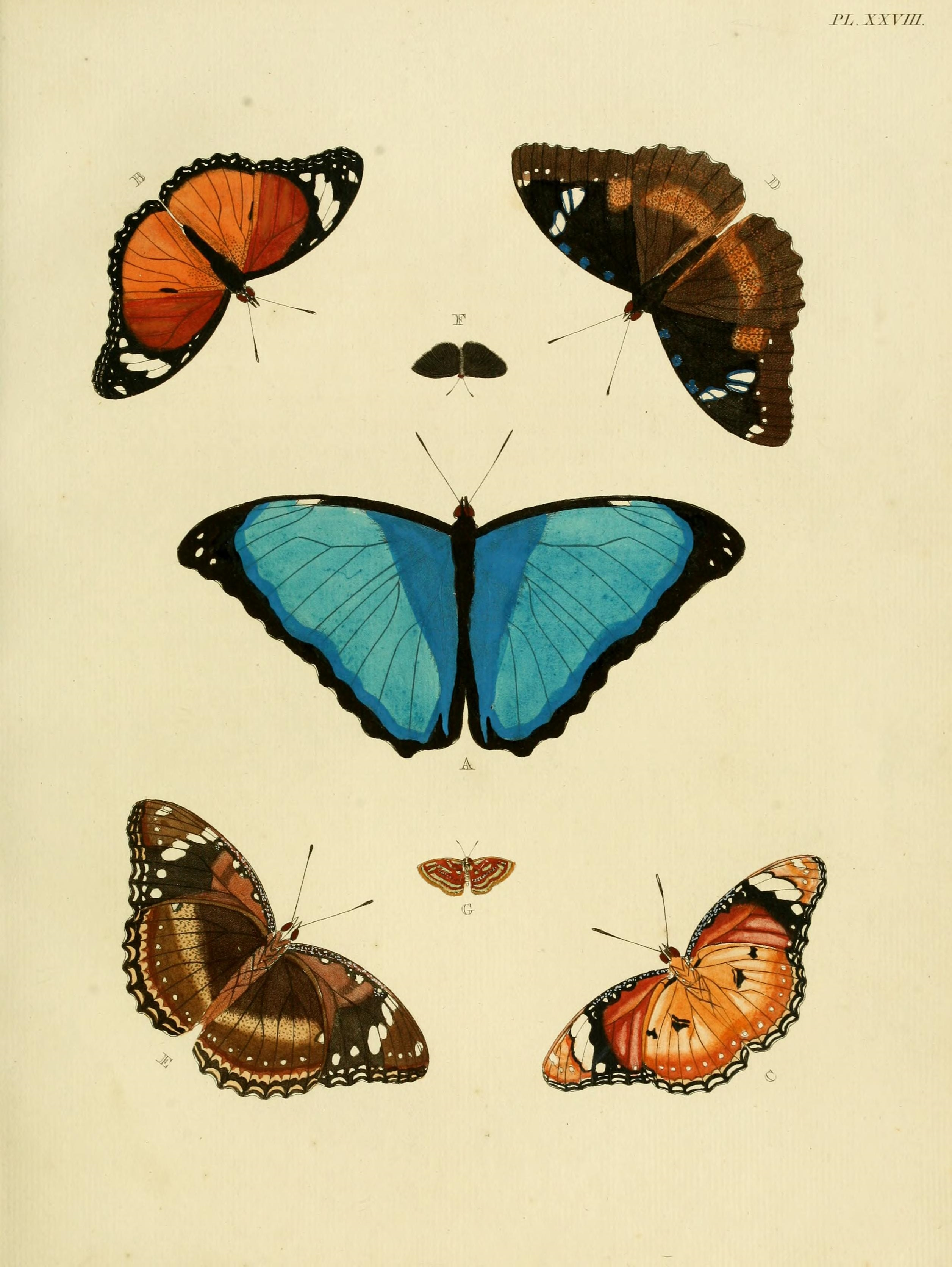
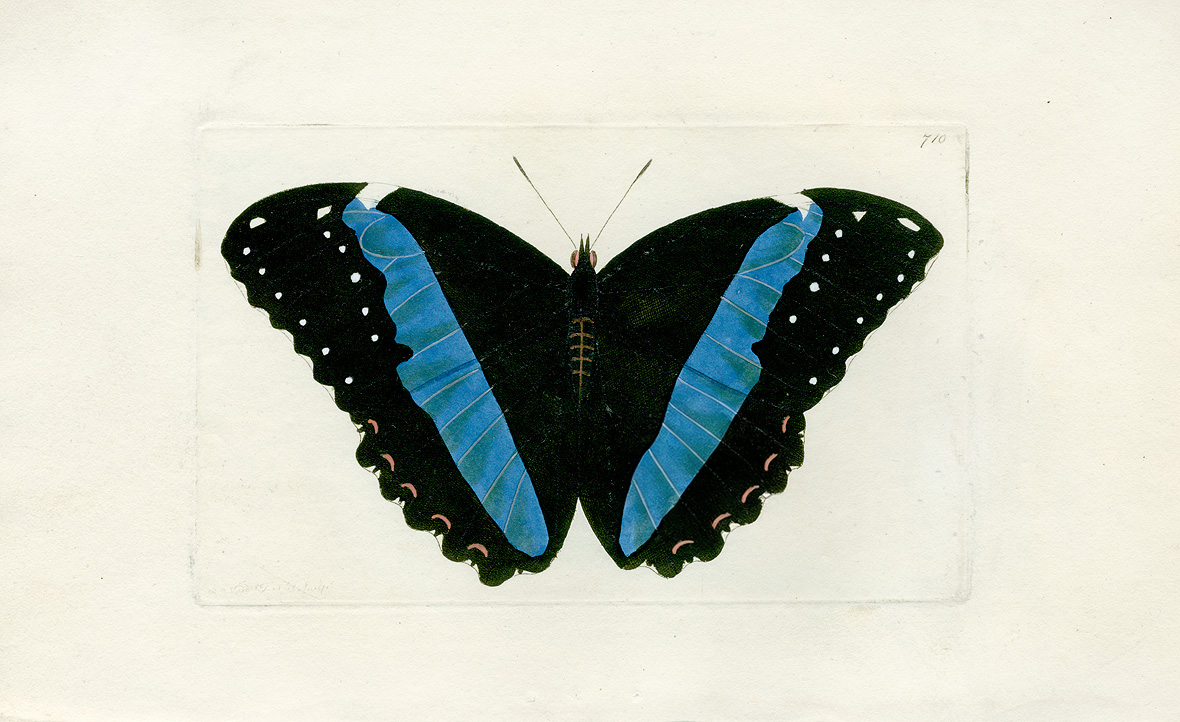
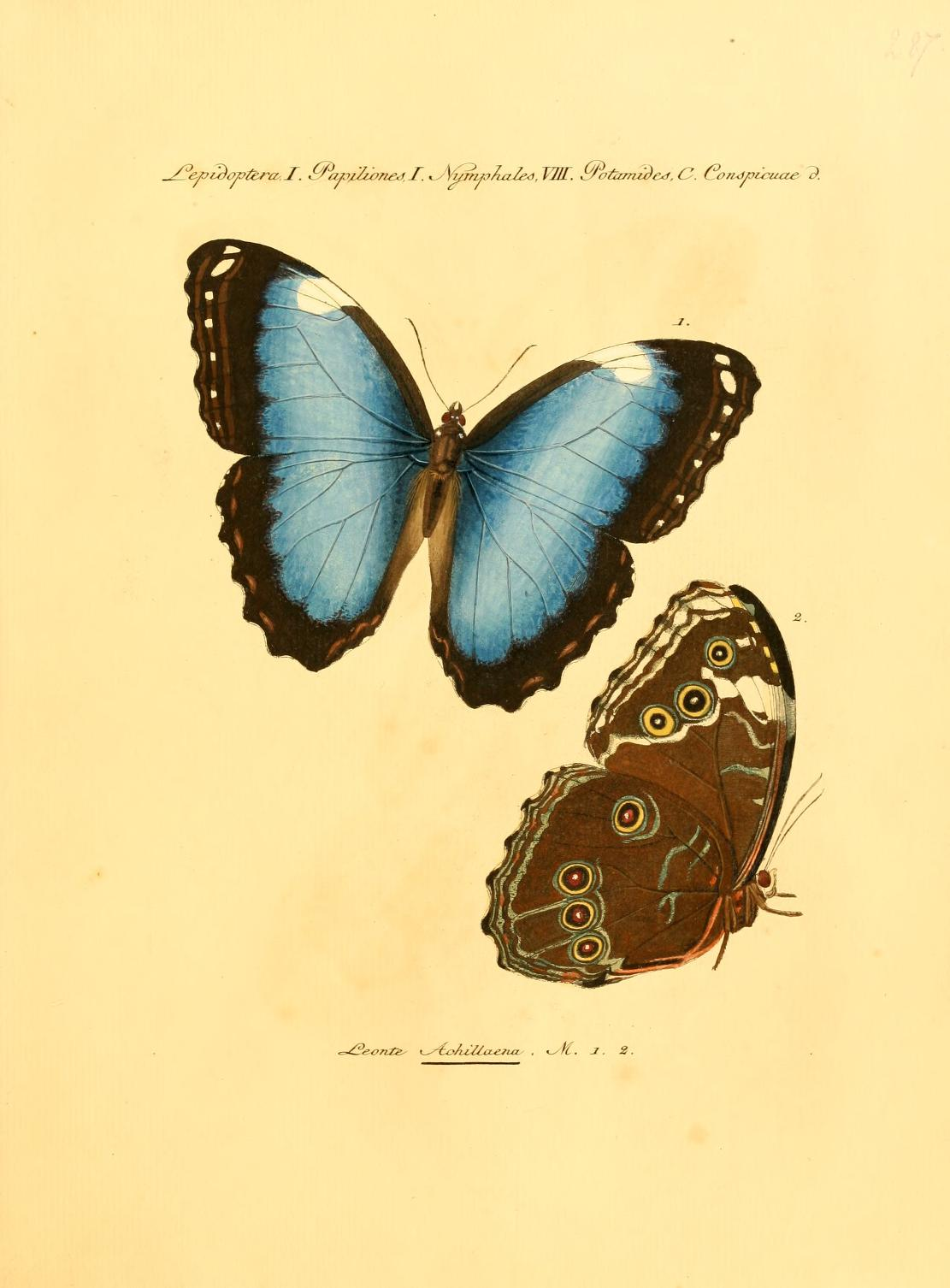
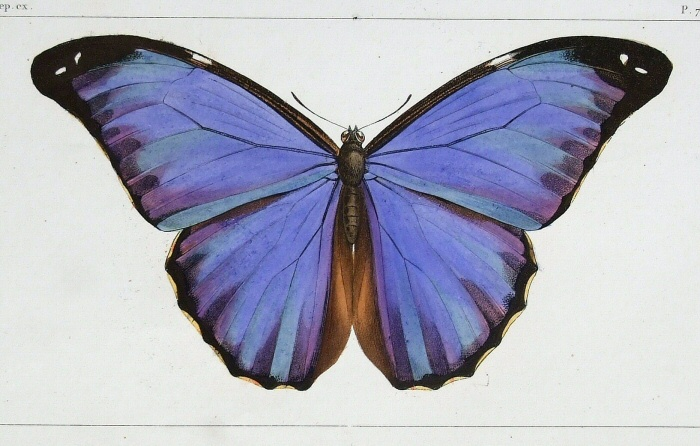
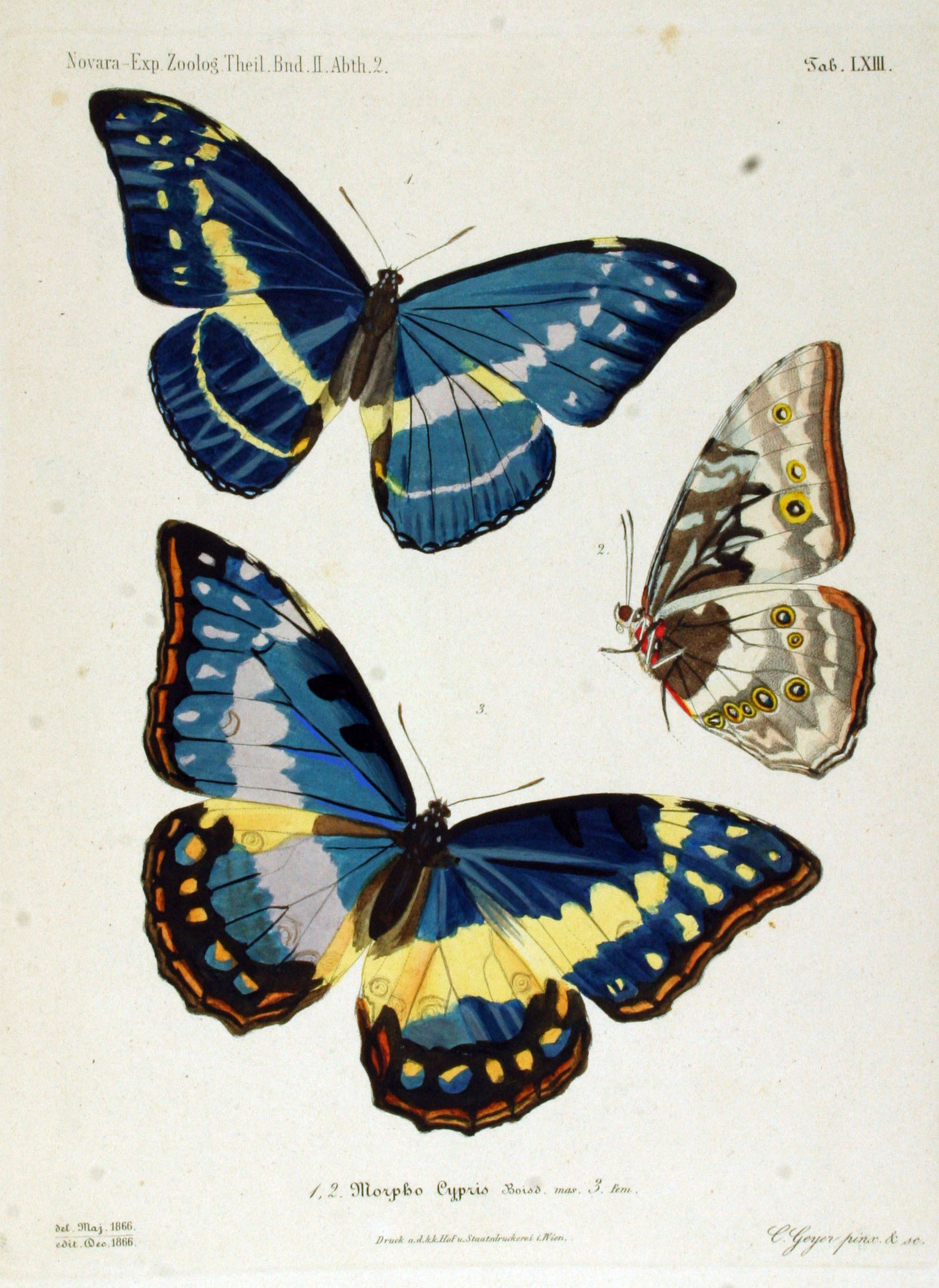
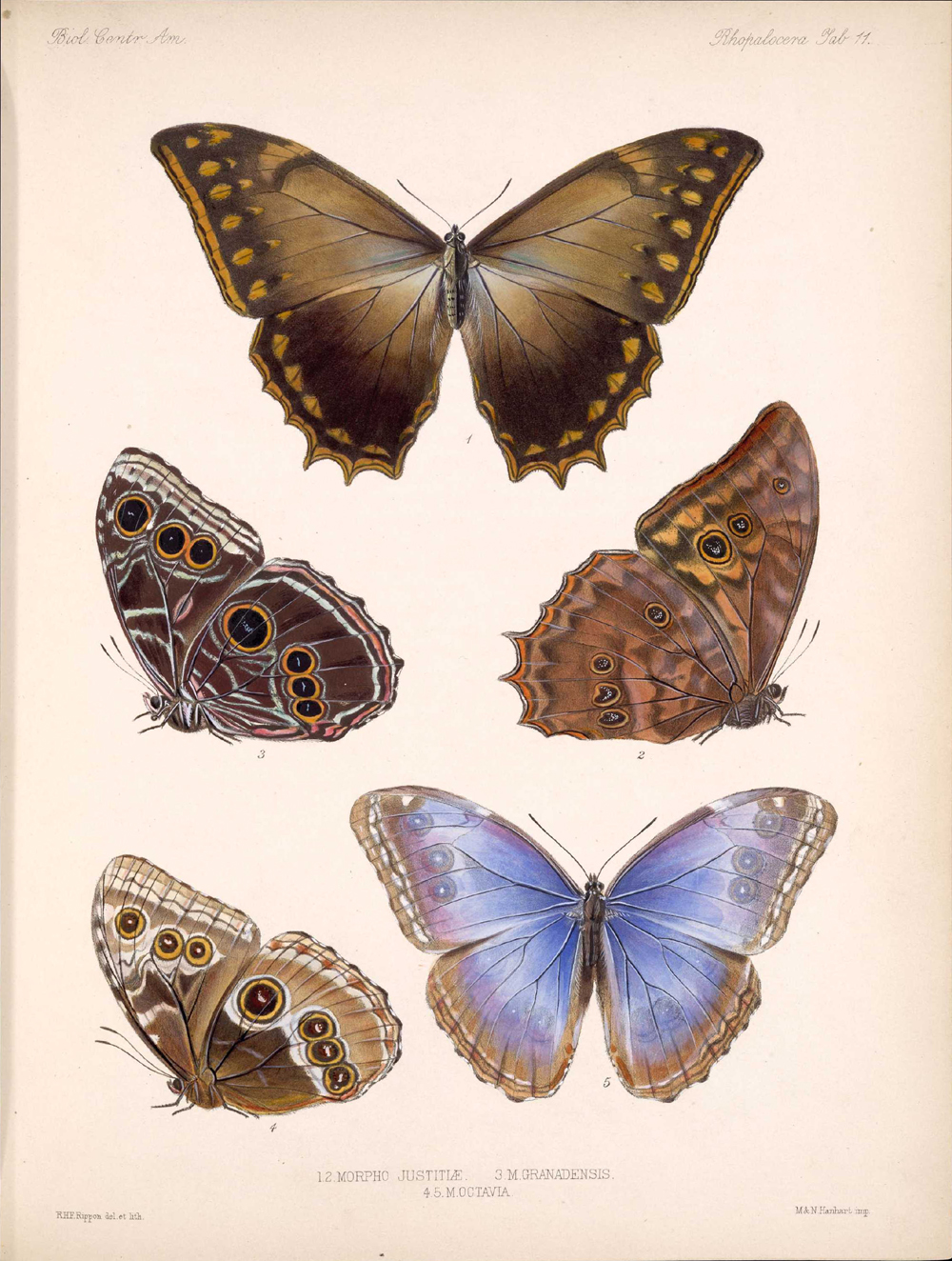
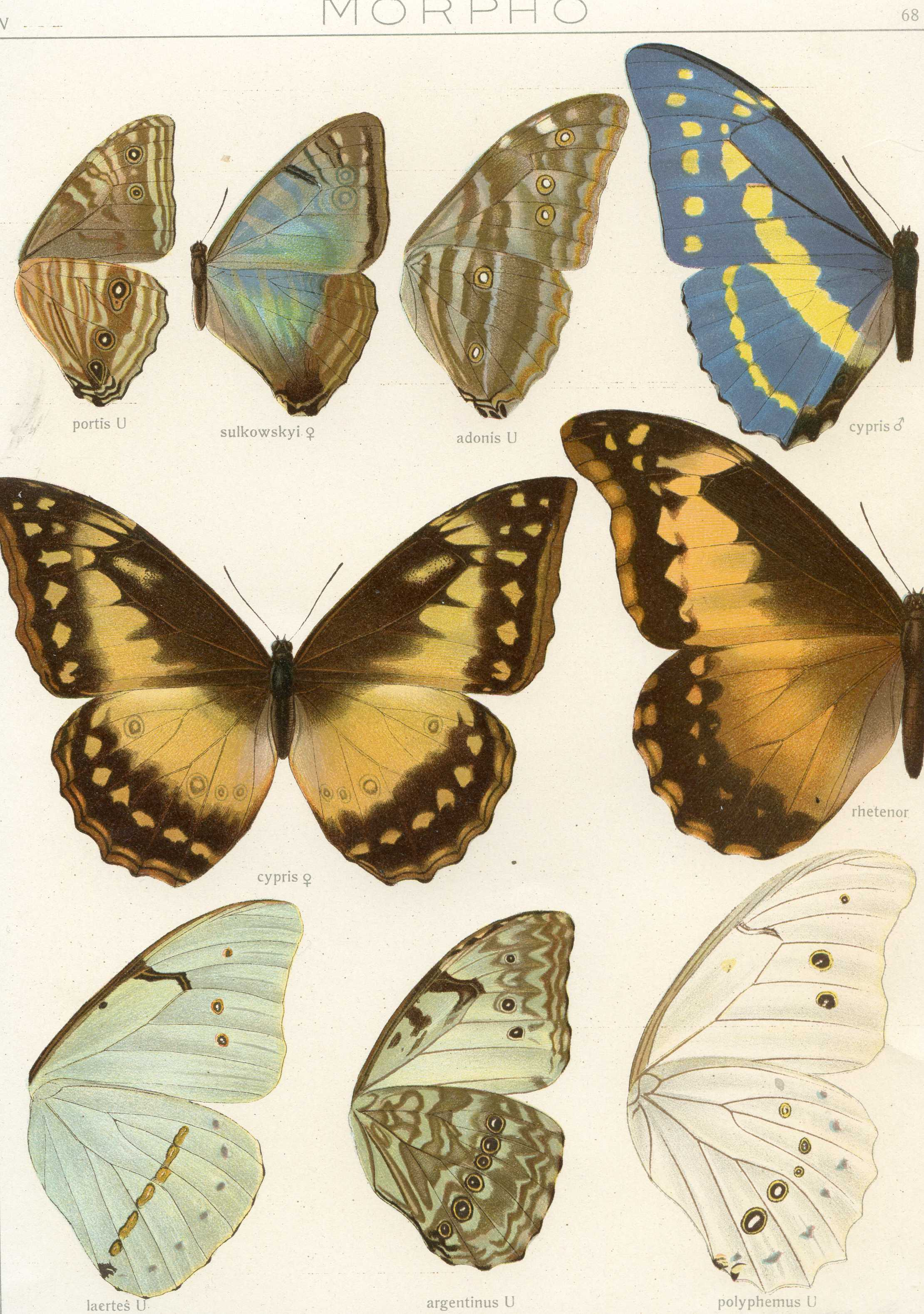

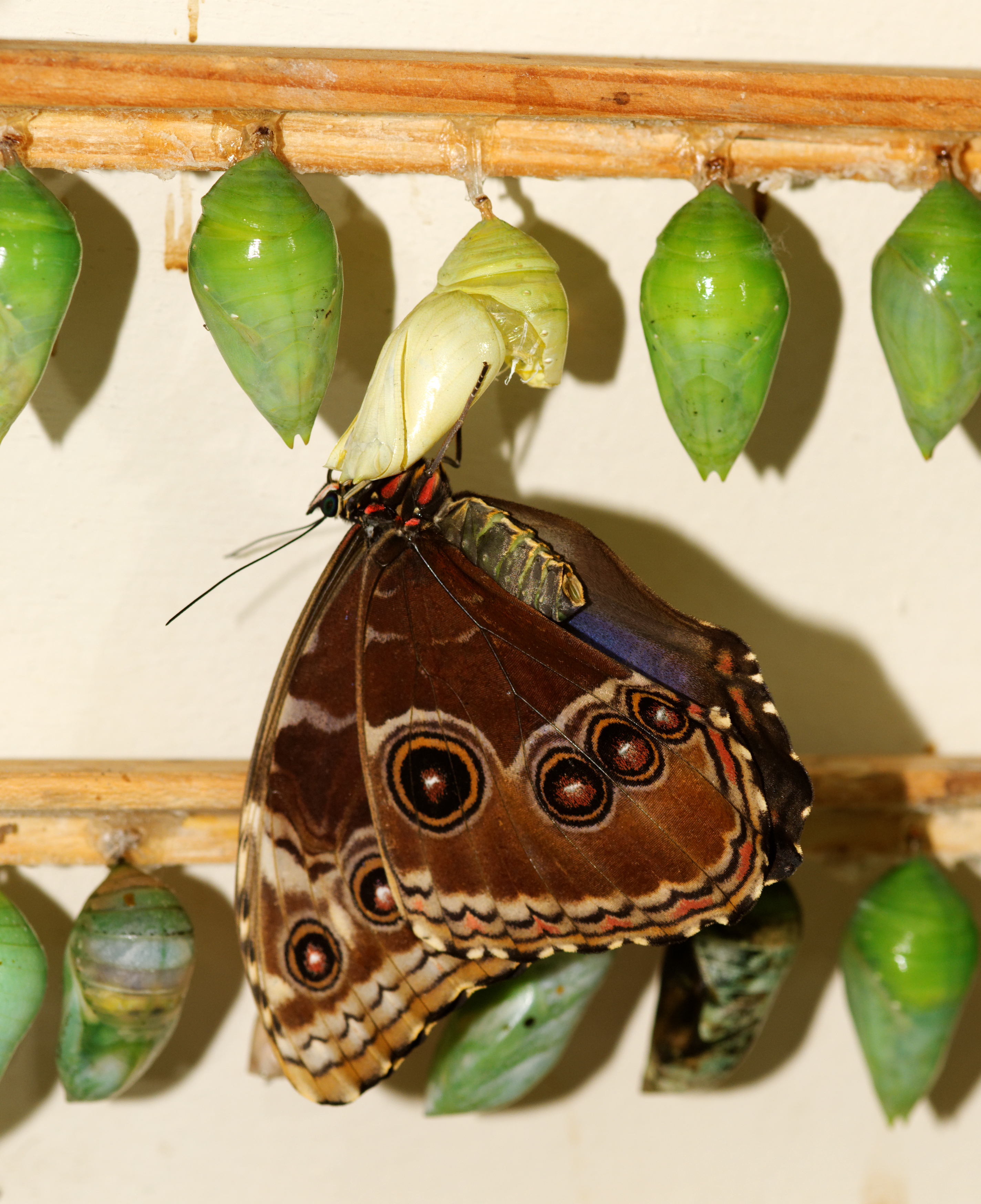
Bướm mẹ và trứng mới nở.